# حصار روميتا
حصار روميتا كان حصارًا ناجحًا لمدينة روميتا البيزنطية، في شمال شرق صقلية، من قبل الكلبيين نيابة عن السلالة الفاطمية، والذي وقع بين عامي 963 و965 وكان بمثابة نهاية الفتح الإسلامي لصقلية.

## الحصار
قاد الحصار ابناء عمومة كلبيين الحسن بن عمار وأحمد بن الحسن الكلبي. في عام 962، حاصر أحمد طبرمين ودمرها، حيث تم بيع جميع السكان كعبيد وتم استعمار المنطقة من قبل المستوطنين المسلمين. بعد سقوط طبرمين عام 962، انتقل الكلبيون شمالًا إلى روميتا. في العام التالي بدأ أحمد الحصار. وسرعان ما أرسلت المدينة مبعوثًا إلى الإمبراطور البيزنطي نقفور الثاني، يطلب المساعدة والمؤن العسكرية. رد نقفور بتجهيز أسطول قوامه حوالي 40,000 رجل، كثير منهم من قدامى المحاربين من الفتح البيزنطي لجزيرة كريت، للمعركة في صقلية. كان الأسطول تحت قيادة نيكتاس أبالانتيس، بينما كان يقود سلاح الفرسان مانويل فوقاس، ابن أخ الإمبراطور نقفور من خلال شقيقه ليون فوقاس الأصغر. في أكتوبر 964، تم تعزيز الحصار بقوات بربرية بقيادة أمير صقلية الحسن بن علي الكلبي.   في 25 أكتوبر، اشتبك البيزنطيون والمسلمون مع بعضهم البعض. سيطر البيزنطيون في البداية على المعركة، لكن سرعان ما تمكن المسلمون من هزيمتهم، ومن المفترض أنهم قتلوا أكثر من ربع القوة، بما في ذلك مانويل فوقاس. حاول البيزنطيون الناجون الفرار عائدين إلى أسطولهم في مسينة، لكنهم تعرضوا لكمين عند المغادرة في معركة المضيق وهُزموا. بدون تعزيزات، لم تكن روميتا قادرة على الدفاع عن نفسها ضد الكلبيين وسرعان ما سقطت في مايو 965. 